# ثریا العریض
ثریا العُرَیِّض (زاده ۱۹۴۸) شاعر و نویسندهٔ بحرینی-عربستانی است.

## زندگی
ثریا العریض دختر ابراهیم العریض در ۱۹۴۸ در بحرین به دنیا آمد. تا پایان دبیرستان همان‌جا درس خواند؛ سپس به بیروت رفت و تحصیلاتش را سال ۱۹۶۶ در دانشکده عربی بیروت پایان داد. مدرک کارشناسی MBA از دانشگاه آمریکایی بیروت در سال ۱۹۶۹ گرفت و دکترایش از دانشگاه دانشگاه نورث کارولینا، در سال ۱۹۷۵ دریافت کرد. مدتی مشاور برنامه‌ریزی آرامکو بود. در روزنامهٔ الریاض، سال‌ها ستونی ویژهٔ خود داشت. به دو زبان انگلیسی و عربی شعر می‌گوید.